# Telefonski seks
Telefonski seks je vrsta virtualnog seksa. Svodi se na telefonski razgovor između dvije ili više osoba, kada najmanje jedan sudionik masturbira. Razgovori o seksu preko telefona mogu imati razne oblike uključujući i sugestije,  seksualne anegdote te slobodno izražavanje seksualnih osjećaja ili ljubavi ili rasprave o vrlo osobnim i osjetljivim seksualnim temama.

## Vanjske poveznice
- Edusex